# Carlo Contarini
Pour les articles homonymes, voir Contarini.
Carlo Contarini (né à Venise le 5 juillet 1580, mort dans cette même ville le 1er mai 1656) est le 100e doge de Venise élu en 1655, son dogat dure jusqu'en 1656.
Homme de grande moralité et de droiture, Carlo Contarini, comme beaucoup de ses prédécesseurs, est élu alors qu'il est âgé et les importantes obligations que lui impose la charge dogale minent sa santé.

## Biographie
Carlo Contarini est le fils d'Andrea et d'Elisabetta Morosini. Orphelin de père alors qu'il n'a que dix jours, Contarini hérite d'une confortable fortune et d'un puissant et respecté patronyme. Au cours des siècles de nombreux Contarini réussissent à accéder à la charge la plus haute consacrant la famille comme une des plus importantes de la république. Il fait rapidement une carrière: provéditeur, recteur et sénateur. Curieusement, au cours des dernières années, il s'est presque retiré de la vie publique et il ne pense même pas à se porter candidat pour devenir procurateur.
Il est marié avec Paolina Loredan, qui a laissé le souvenir d'une femme très réservée.

## Le dogat
Après de nouveau un nombre excessif de concurrents, les électeurs se partagent et voyant qu'ils n'obtiennent pas une majorité, ils optent pour un homme de compromis assez modeste pour ne pas être le candidat d'une faction qui se divise le pouvoir vénitien et assez vieux pour ne pas « encombrer » trop longtemps. Contarini accède au siège dogal le 27 mars 1655, après 68 scrutins. Le peu de temps que le sort met à sa disposition  l'empêche de devenir un doge important même s'il se distingue par l'important travail qu'il réalise et sa capacité de médiation.
Sous son dogat, la guerre pour la possession de la Crète se poursuit.
Il tombe malade, peut être en raison de l'importance du travail qu'il s'impose mais mal soigné par les médecins, il meurt le 1er mai 1656 après 13 mois de dogat.

## Sources
- (it) Cet article est partiellement ou en totalité issu de l’article de Wikipédia en italien intitulé « Carlo Contarini » (voir la liste des auteurs).